# Parafia św. Józefa Oblubieńca w Dąbrowach
Parafia pw. Świętego Józefa Oblubieńca w Dąbrowach – parafia rzymskokatolicka należąca do dekanatu Myszyniec, diecezji łomżyńskiej, metropolii białostockiej. 

## Historia
Parafia pw. św. Józefa Oblubieńca w Dąbrowach została erygowana 25 lipca 1999 roku przez biskupa łomżyńskiego Stanisława Stefanka. Teren parafii został wydzielony z parafii pw. Trójcy Przenajświętszej w Myszyńcu. Funkcję kościoła parafialnego pełni kościół św. Józefa Oblubieńca, który został zbudowany i wyposażony w latach 1992–1999 z inicjatywy proboszcza parafii myszynieckiej ks. Zdzisława Mikołajczyka. Do czasu erygowania parafii stanowił kościół filialny parafii myszynieckiej. Był obsługiwany przez księży tejże parafii. 

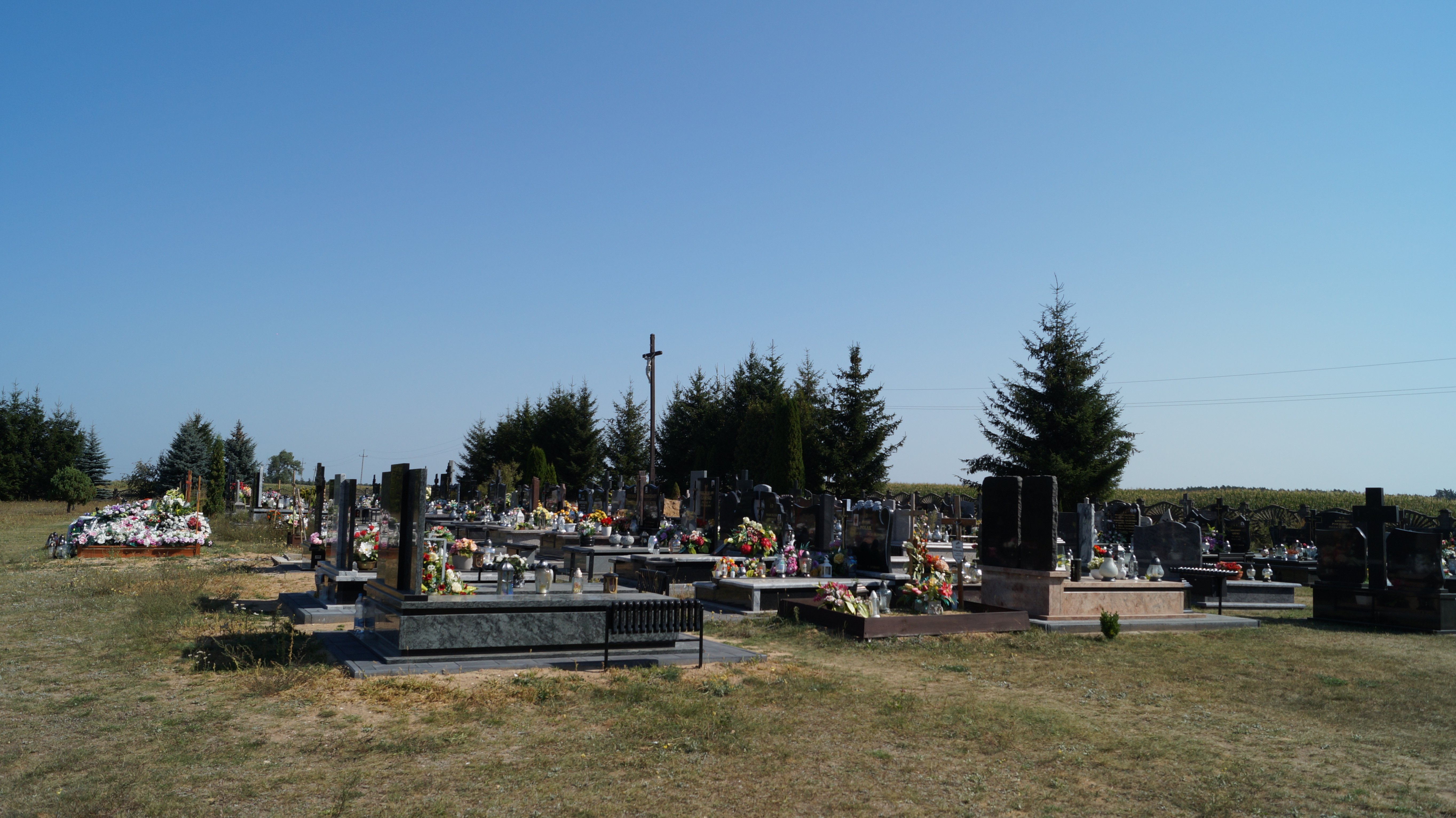
Cmentarz parafialny

1 września 2002 r. nastąpiło uroczyste poświęcenie domu parafialnego oraz umieszczenie w prezbiterium kościoła obrazu Miłosiernego Jezusa autorstwa Zbigniewa Sakowskiego. W uroczystości uczestniczył bp Stanisław Stefanek. Obraz ten został poświęcony przez Jana Pawła II podczas Eucharystii na krakowskich Błoniach.  

## Odpusty
W parafii obchodzone są odpusty w uroczystość św. Józefa Oblubieńca 19 marca oraz uroczystość Wniebowzięcia Najświętszej Marii Panny 15 sierpnia.

## Proboszczowie parafii
- ks. Wojciech Stefaniak (1999–2004)[3]
- ks. Jan Kisłowski (2004–2014)[4][5]
- ks. Zbigniew Kaczmarski (od 2014)[5]

## Obszar parafii i liczba wiernych
Do parafii należą wierni z miejscowości Dąbrowy. Liczba parafian wynosi 967 osób. 

## Galeria

Wnętrze i otoczenie kościoła
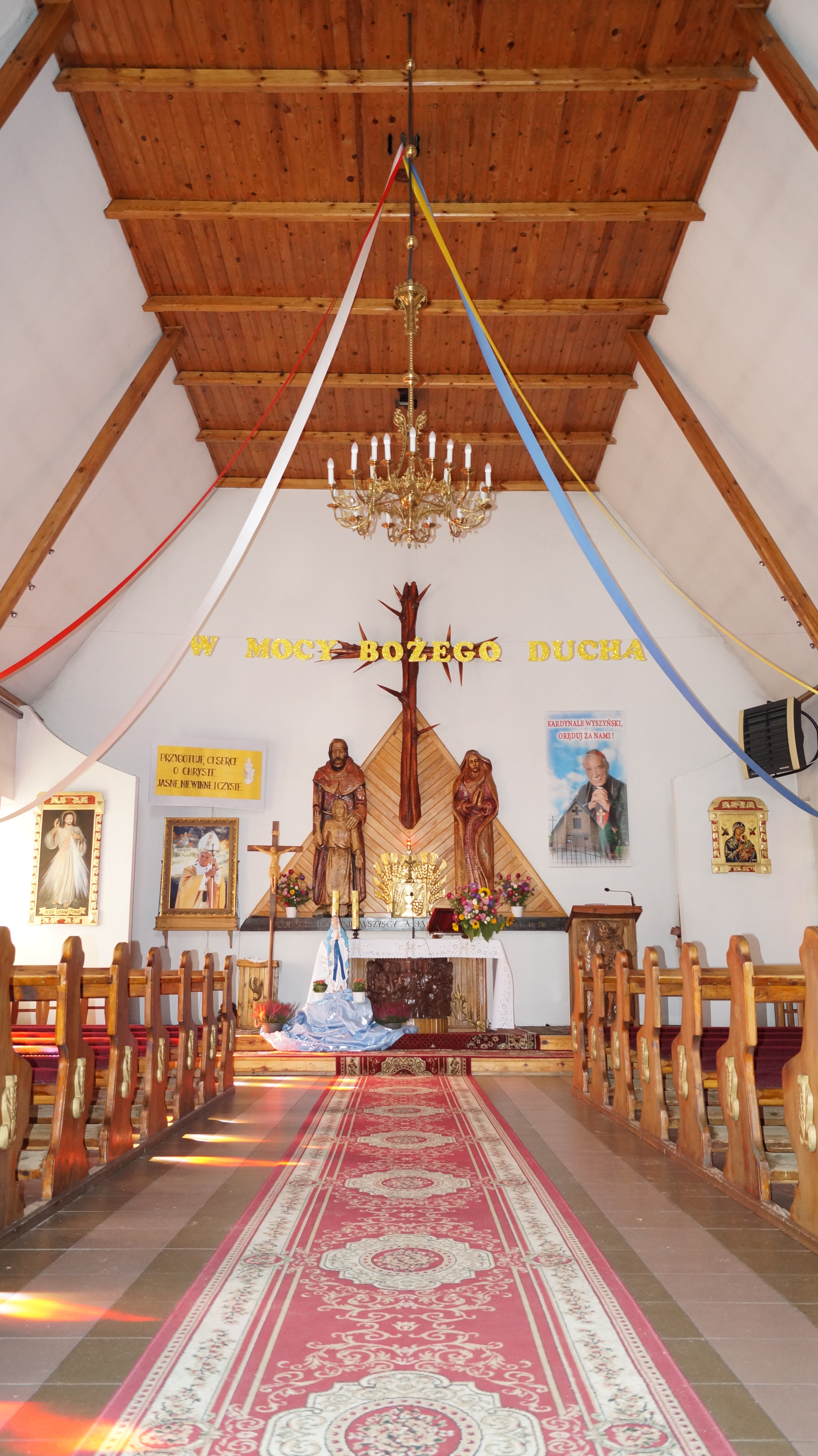
Prezbiterium - widok od wejścia
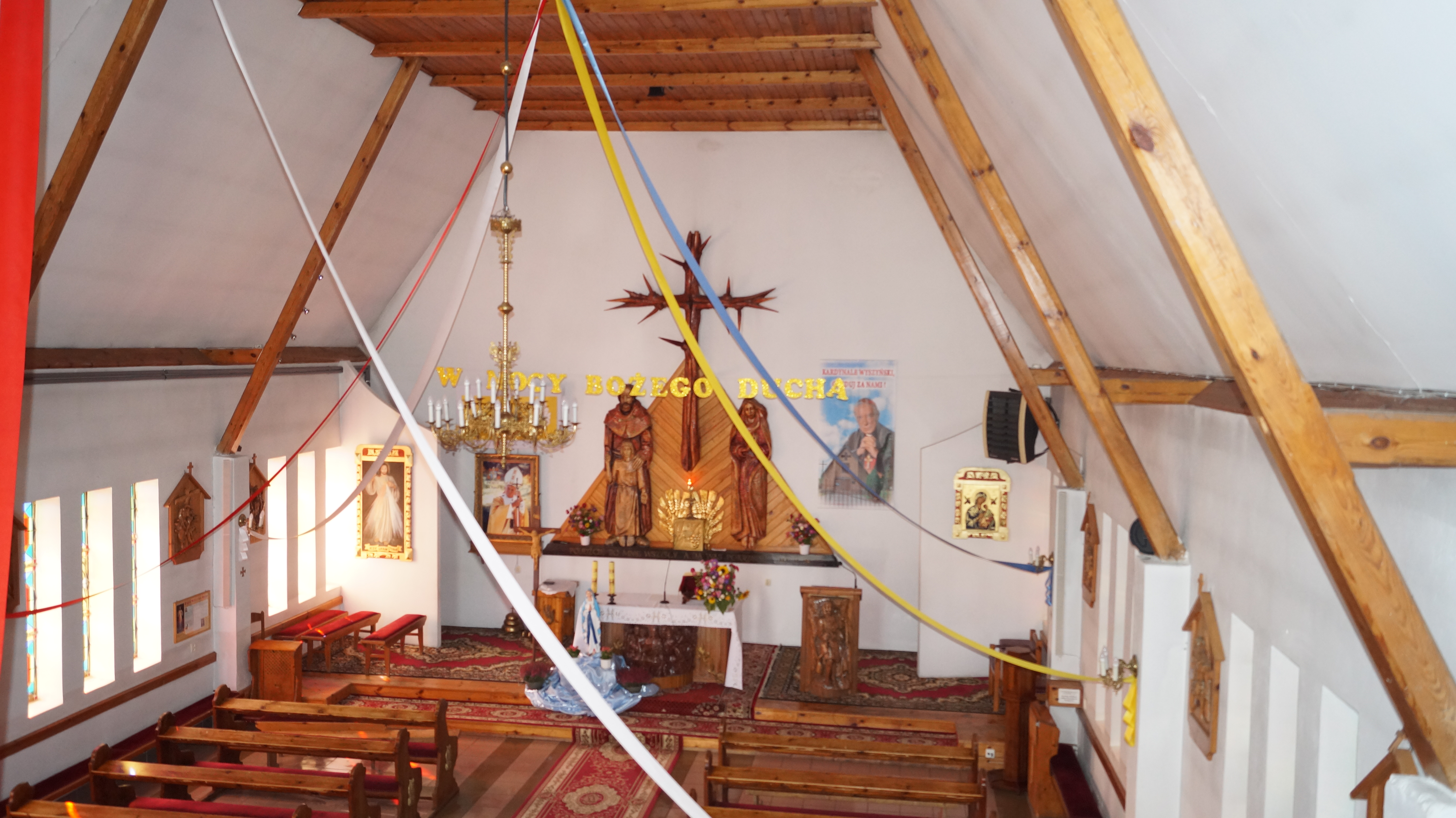
Prezbiterium - widok z chóru
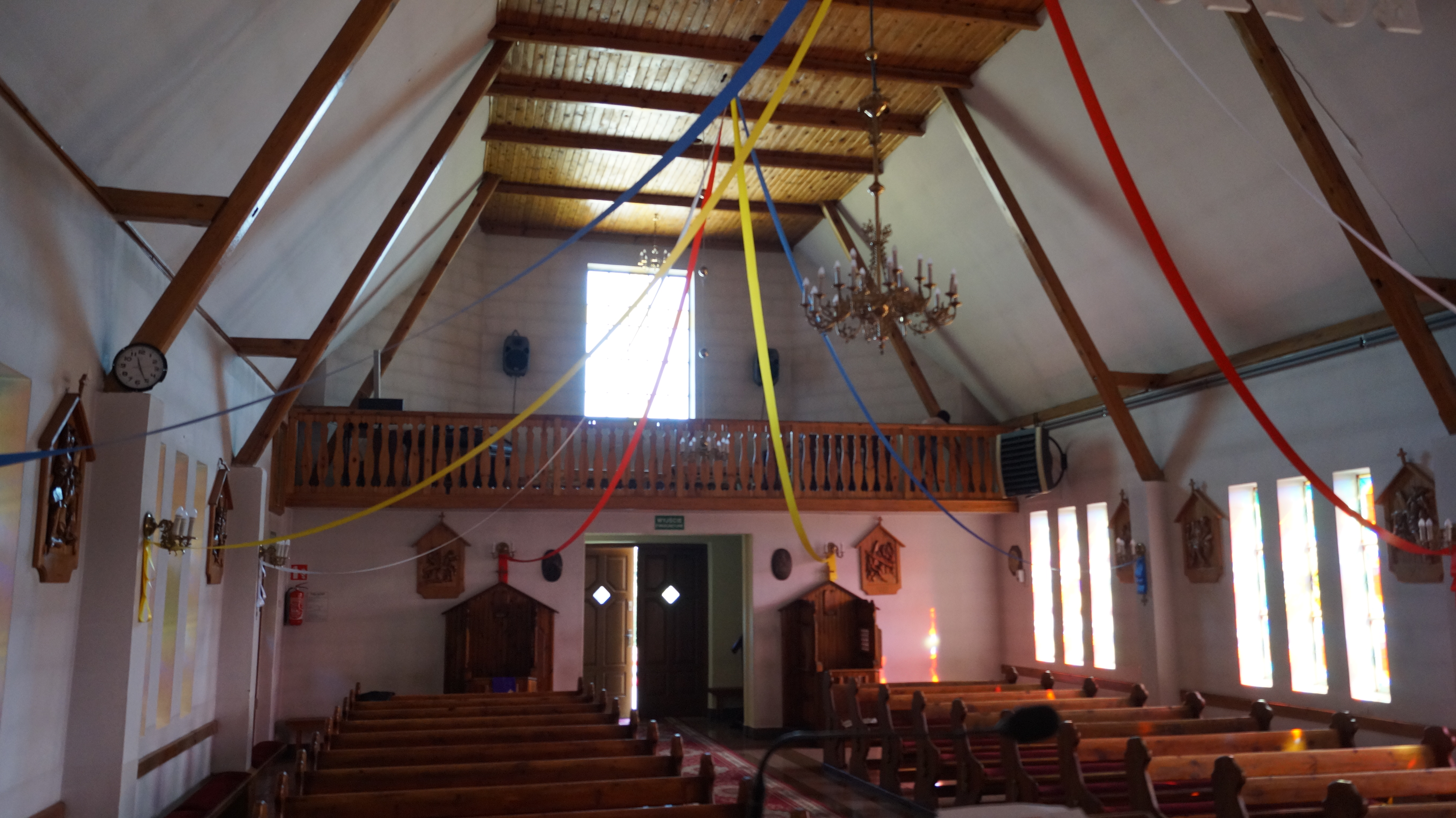
Wejście do kościoła i chór
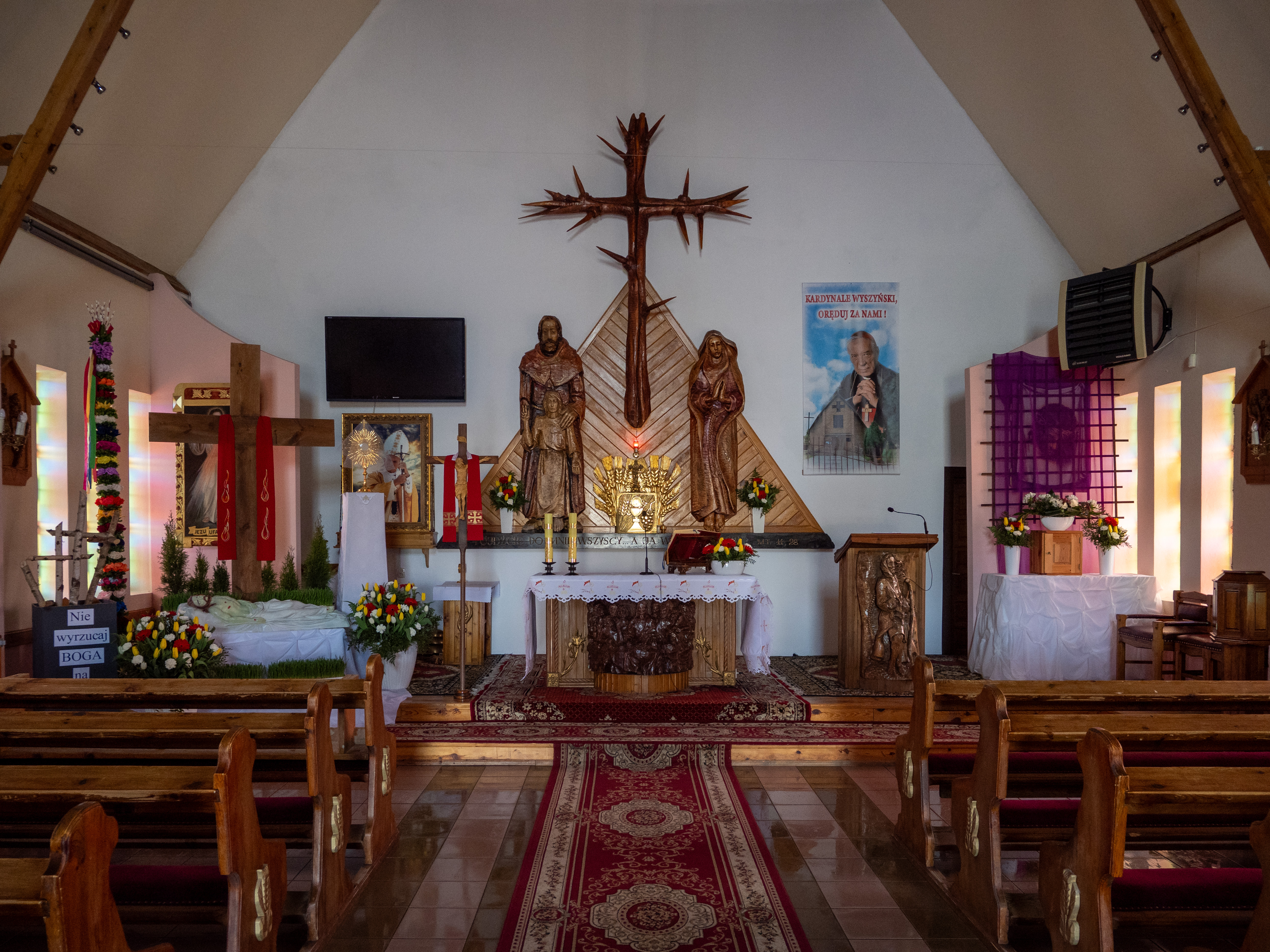
Ołtarz i prezbiterium w Wielką Sobotę 2024
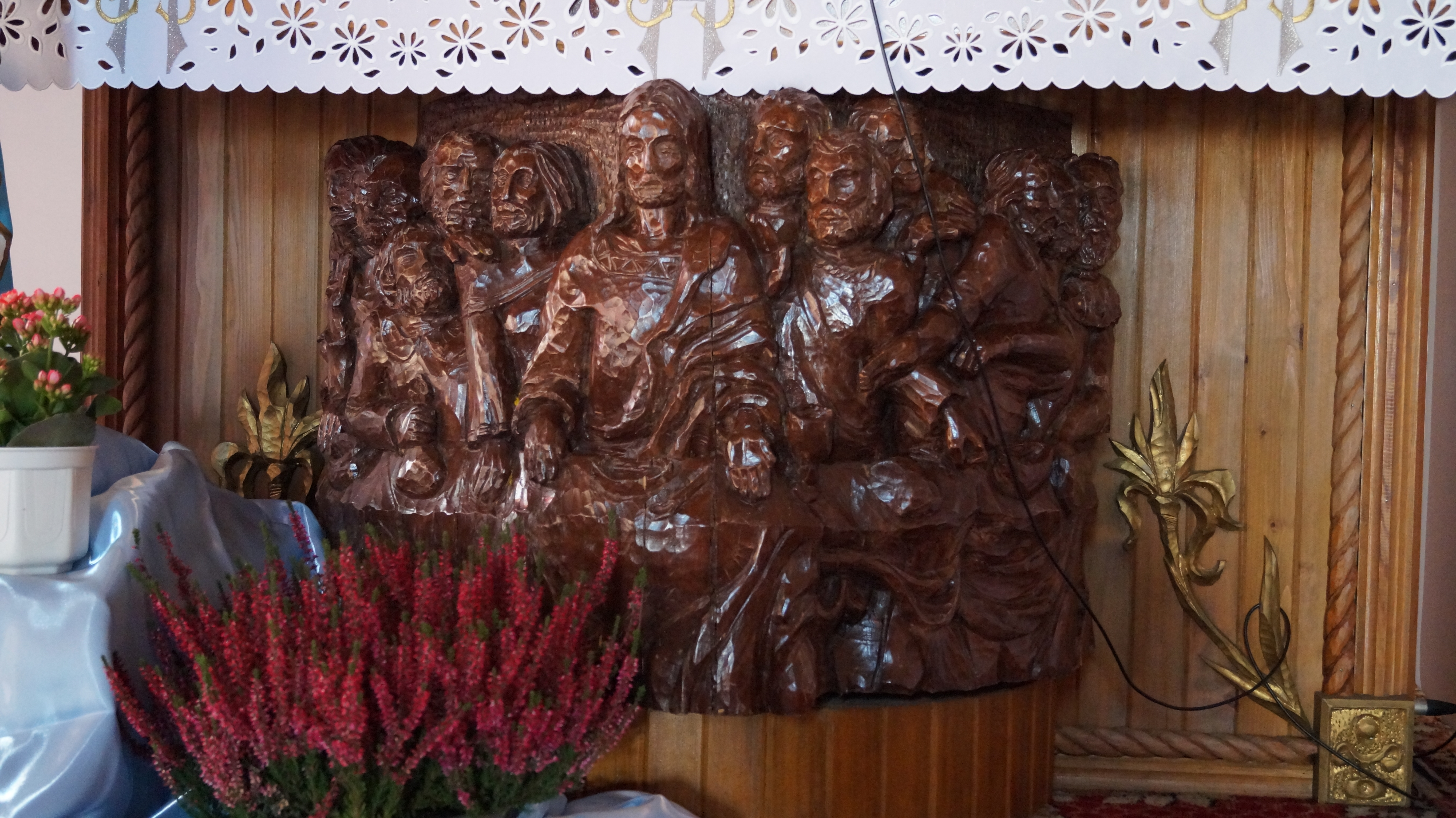
Rzeźba ostatniej wieczerzy na ołtarzu
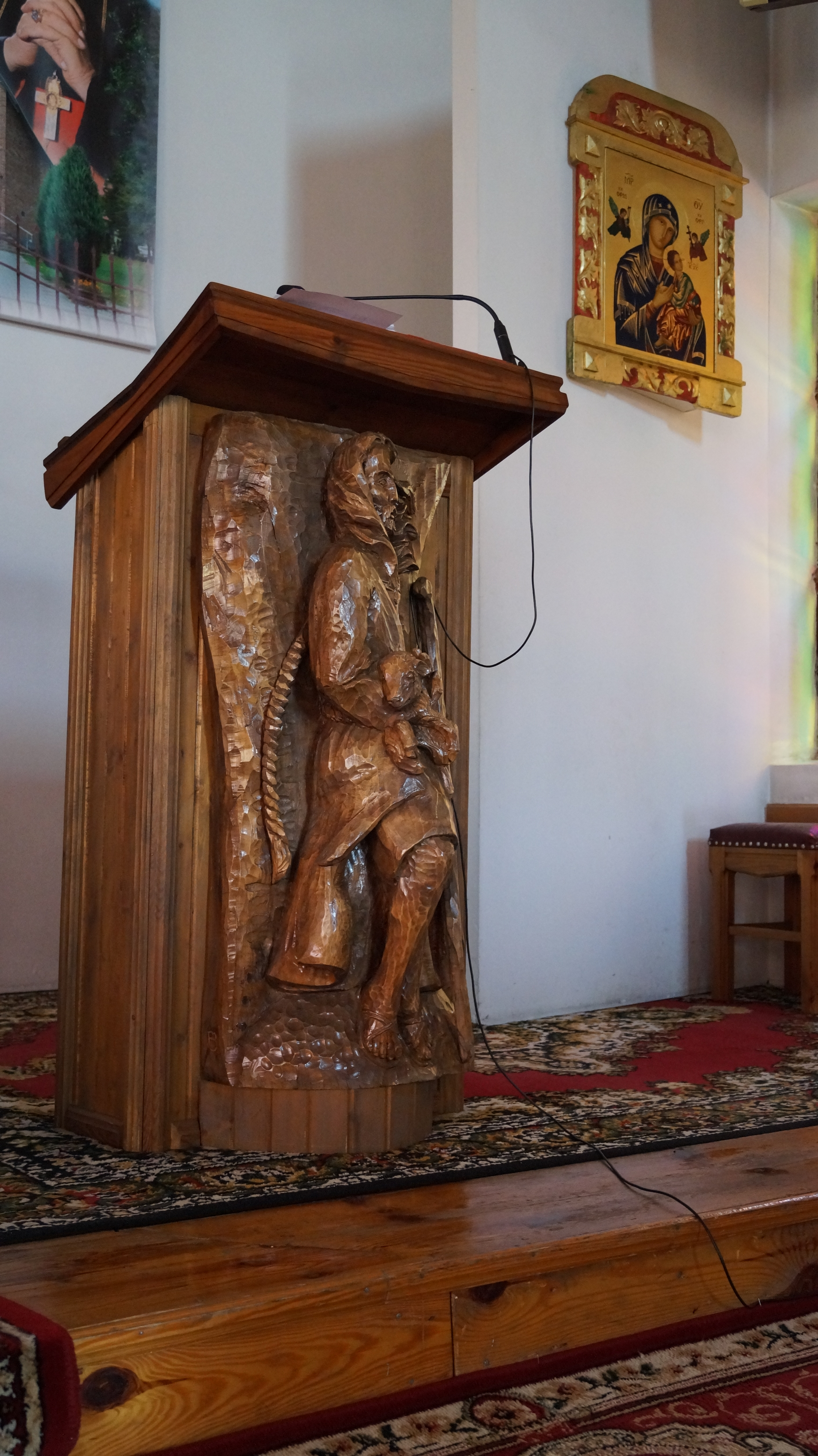
Ambona
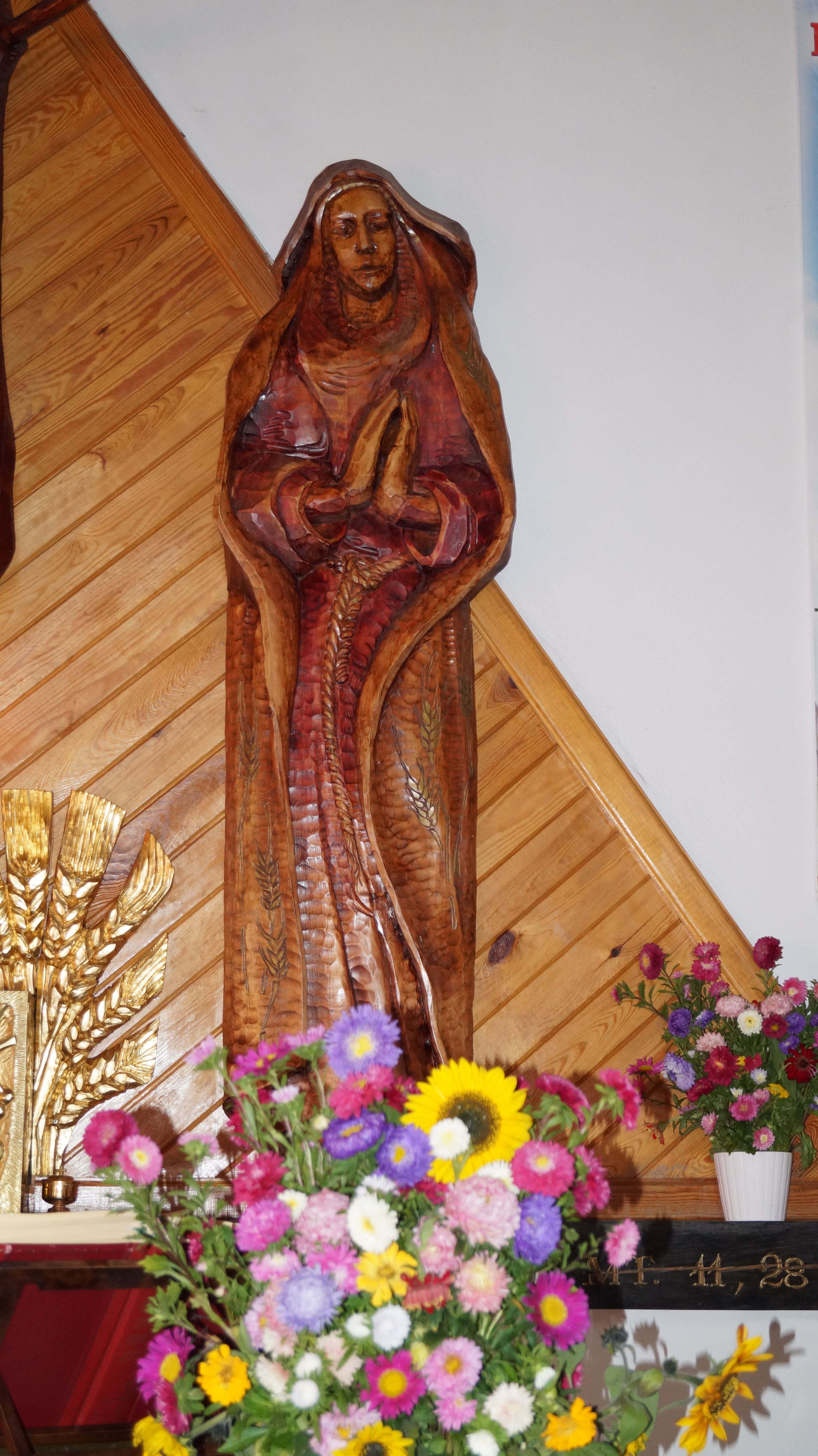
Rzeźba Maryi
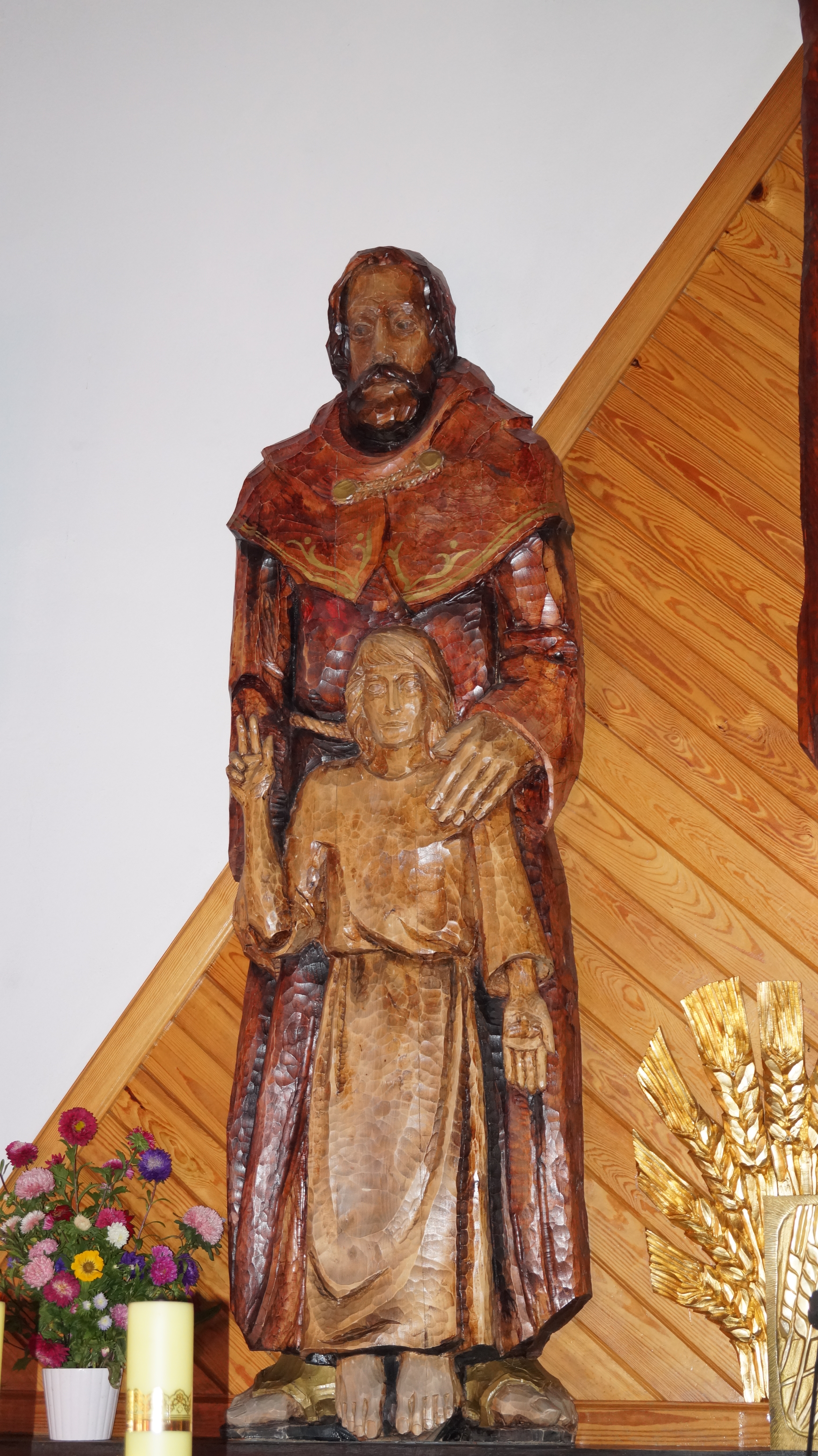
Rzeźba św. Józefa z Jezusem
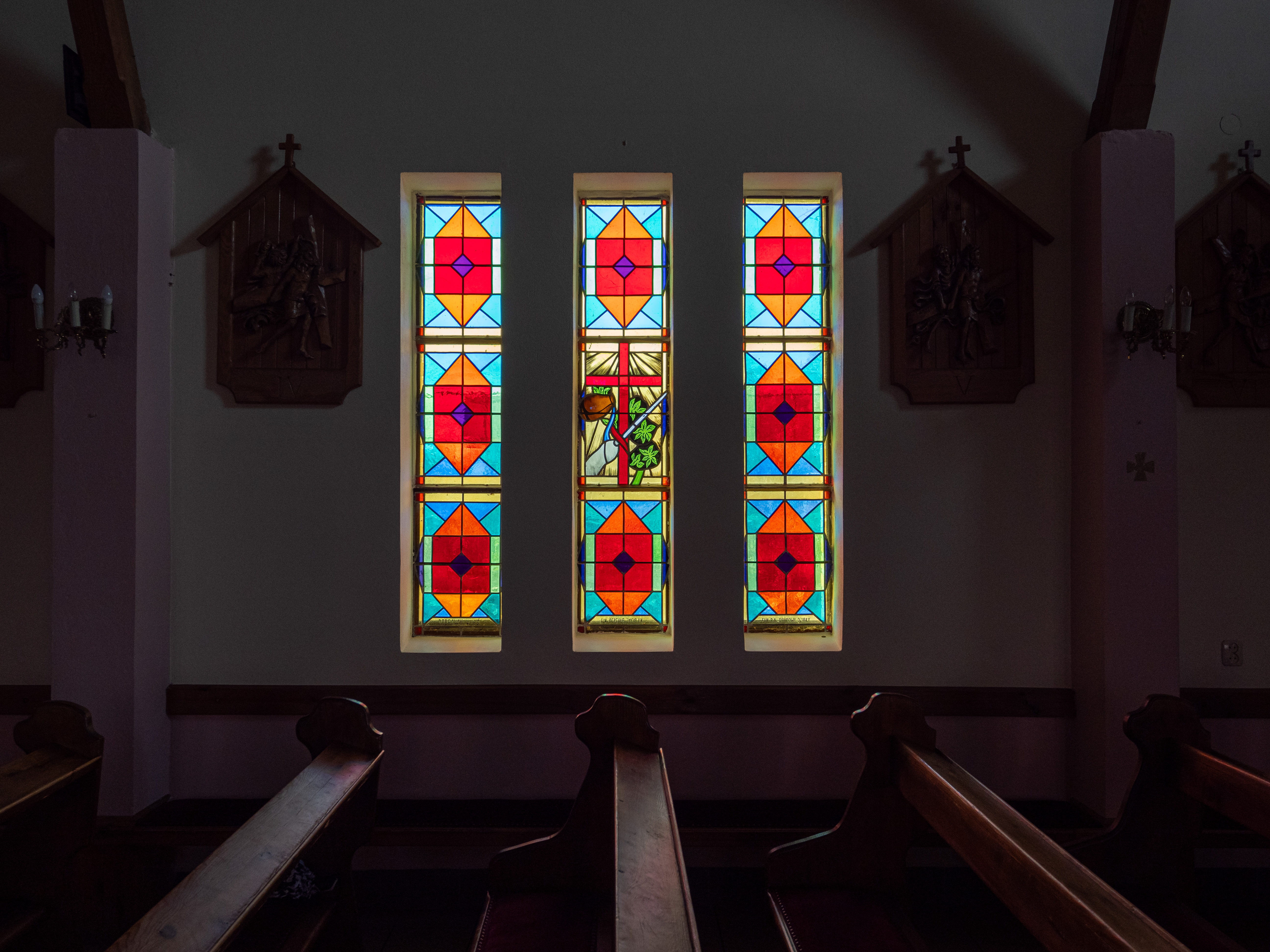
Witraż na bocznej ścianie kościoła
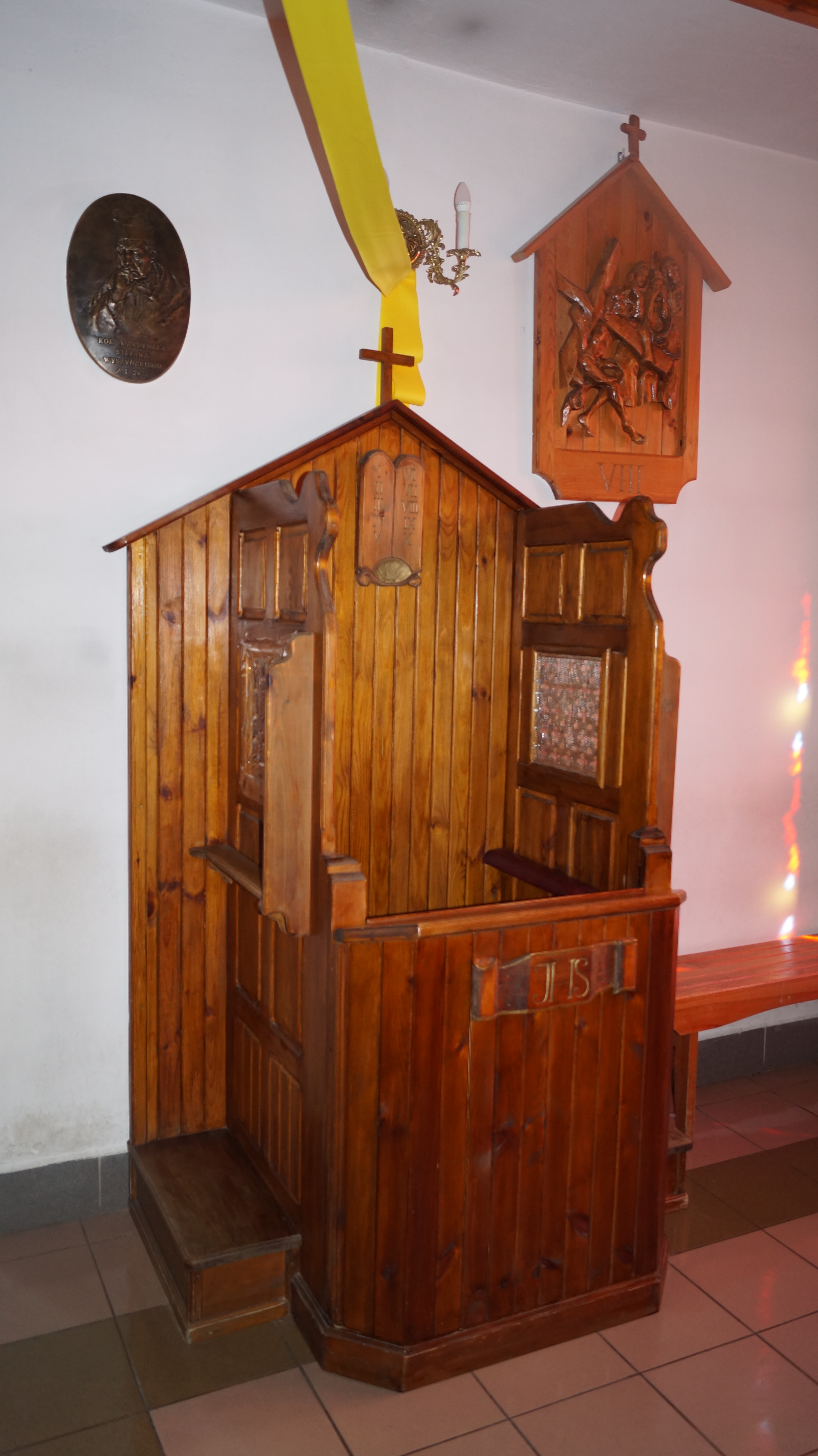
Konfesjonał
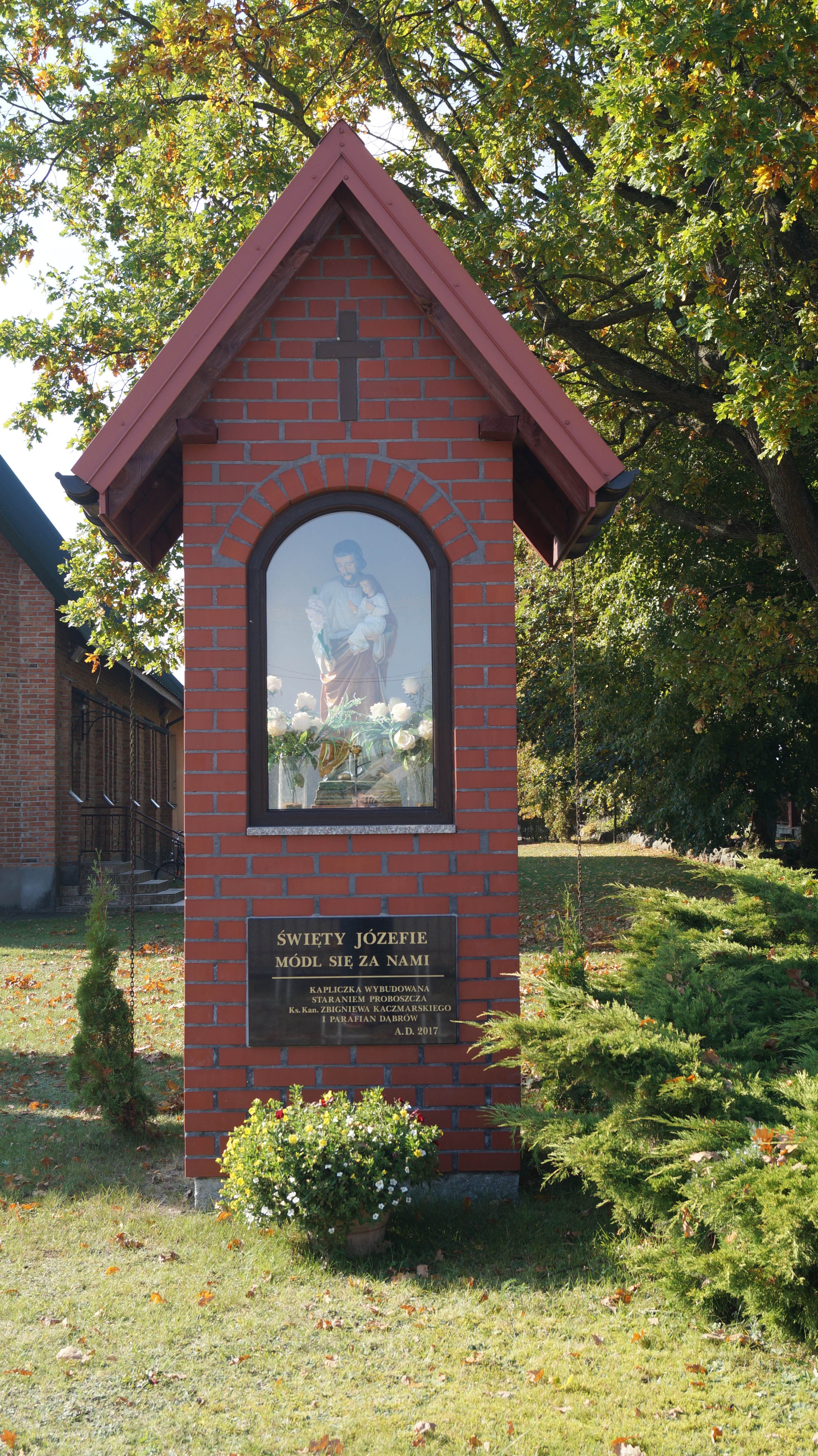
Kapliczka św. Józefa - patrona parafii
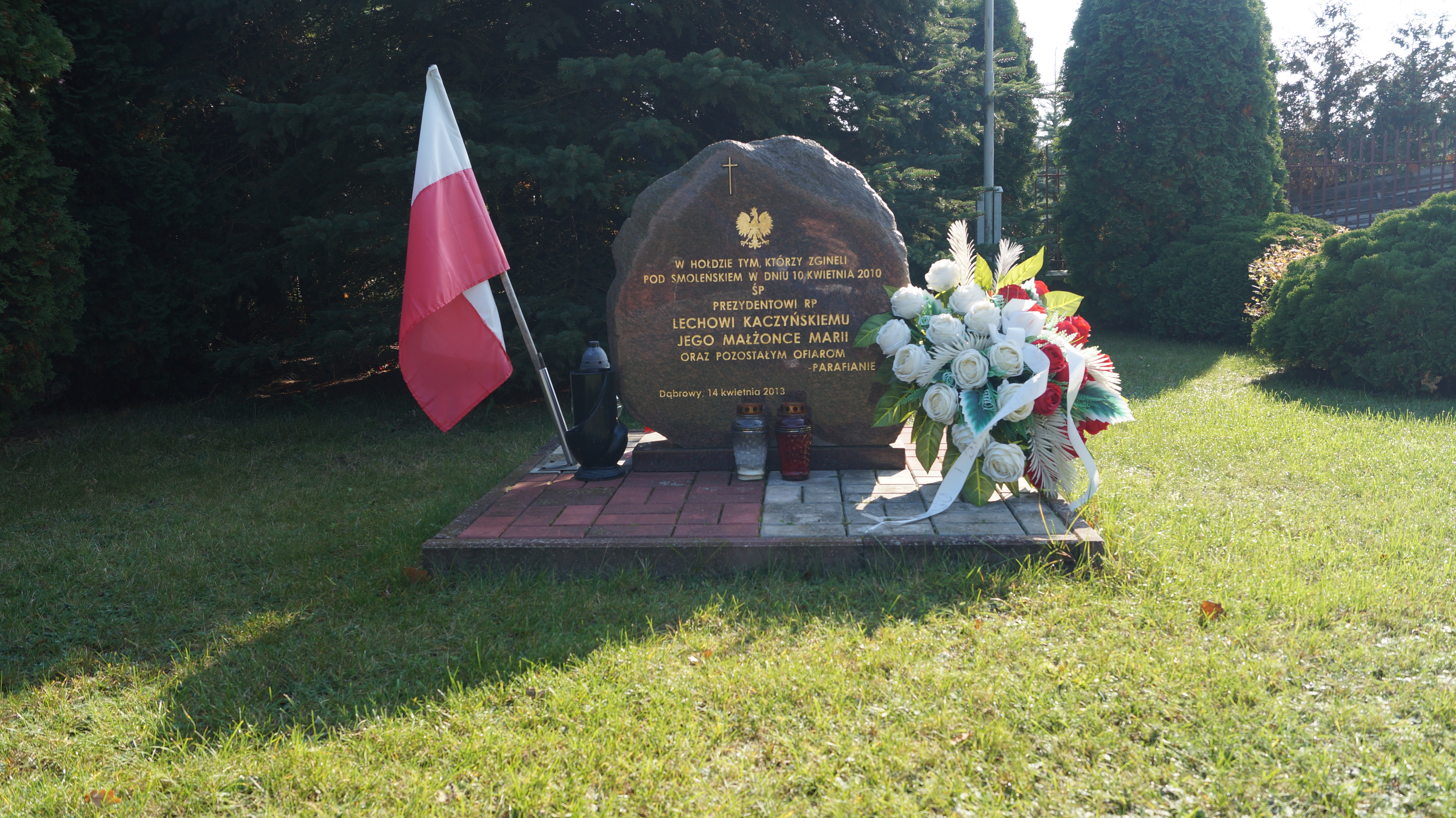
Upamiętnienie ofiar katastrofy smoleńskiej